# Hana Talpová
Hana Talpová (* 5. Mai 1938 in Olmütz, Tschechoslowakei) ist eine tschechische Schauspielerin.

## Leben und Karriere
Hana Talpová studierte klassischen Gesang und Schauspiel in Brünn und In Prag. Ab 1966 spielte sie am Musiktheater Karlín in Prag, wo sie zeitlebens in zahlreichen Operetten und Musicals mitspielte. Auch war sie in Film und Fernsehen in kleineren Rollen zugegen und hatte Auftritte als Synchronsprecherin.
Für ihr Lebenswerk in Operette und Musical wurde sie 2020 mit dem Thalia-Preis geehrt.

## Filmografie (Auswahl)
- 1959: Ein Stern fährt nach Süden (Hvezda jede na jih)
- 1964: Der Schrei (Křik)
- 1967: Das Ende des Geheimagenten W4C mit Hilfe des Hundes von Herrn Foutska (Konec agenta W4C prostrednictvím psa pana Foustky)
- 1969/90: Lerchen am Faden (Skrivánci na niti)
- 1974: Wie füttert man einen Esel
- 1976: Die kleine Meerjungfrau (Malá mořská víla)
- 1980: Nur so ein bißchen vor sich hinpfeifen (Jen si tak trochu písknout)
- 1991: Der letzte Schmetterling (Poslední Motyl)